# Veneralia
I Veneralia erano una festività romana celebrata alle calende di aprile e dedicata a Venere Verticordia e a Fortuna Virile.

## Cerimonia tradizionale
Le devote, sposate e non, si recavano al tempio di Venere e rimuovevano le collane d'oro dalla statua della divinità. Dopo averla sottoposta a un lavaggio sacrale, ricollocavano le collane d'oro e decoravano la statua con fiori di rosa. Successivamente si recavano ai bagni pubblici maschili, coperte di schermi fatti di mirto – per ricordare il mito secondo cui Venere, sorpresa da alcuni satiri a fare il bagno nuda, si sarebbe appunto coperta per salvarsi – quindi si denudavano e offrivano incenso a Fortuna Virile supplicandola di nascondere agli uomini i loro difetti fisici; infine bevevano papavero macinato sciolto nel latte e addolcito col miele, bevanda assunta da Venere nel giorno del suo sposalizio con Vulcano. La cerimonia serviva a garantire alle devote bellezza, personalità e nobiltà.